# Marie Charpentier
Pour les articles homonymes, voir Charpentier (homonymie).
Marie Charpentier (née le 29 octobre 1903 à Poitiers et morte le 9 octobre 1994 dans la même ville,,) est une mathématicienne française. C'est la première femme à obtenir un doctorat en mathématiques pures en France et la deuxième femme, après Marie-Louise Dubreil-Jacotin, à obtenir un poste de professeur en mathématiques dans une université en France.

## Éducation
Charpentier rejoint la Société mathématique de France en 1930. C'est probablement la deuxième femme à y entrer après Édmée Chandon. Elle a été une étudiante de Georges Bouligand à l'université de Poitiers où elle soutient sa thèse en 1931, devant un jury présidé par Paul Montel. Sa thèse portait Sur les points de Peano d'une équation différentielle du premier ordre,.

## Carrière
Elle fait ses études postdoctorales avec George Birkhoff à l'Université de Harvard et est conférencière invitée sur la géométrie au Congrès international des mathématiciens de 1932 à Zurich. Cependant, ne pouvant pas obtenir un poste de professeur universitaire en France à cette époque elle a dû pour subvenir à ses besoins prendre un poste d'enseignante au niveau secondaire.
Elle est nommée à son poste de professeur en 1942 à l'Université de Rennes,  puis devient professeur titulaire. Elle prend sa retraite en 1973.